# Parafia Trójcy Przenajświętszej w Żukowie
Parafia pw. Trójcy Przenajświętszej w Żukowie – parafia rzymskokatolicka, należąca do dekanatu Pyrzyce, archidiecezji szczecińsko-kamieńskiej, metropolii szczecińsko-kamieńskiej. W parafii posługują księża diecezjalni. Według stanu na wrzesień 2018 proboszczem parafii był ks. Franciszek Kokoszyński.

## Miejsca święte

### Kościół parafialny
Kościół Trójcy Przenajświętszej w Żukowie

### Kościoły filialne i kaplice
- Kościół Matki Bożej Nieustającej Pomocy w Lubiatowie[1]
- Kościół Zwiastowania Najświętszej Maryi Panny w Przywodziu[1]